# エルムグローブ郡区 (アイオワ州カルフーン郡)
エルムグローブ郡区 (Elm Grove Township) は、アメリカ合衆国アイオワ州カルフーン郡にある16の郡区の一つである。2000年の国勢調査で、人口は213人だった。

## 地理
エルムグローブ郡区は91平方キロメートル（35.1平方マイル)で、イェッターが含まれる。